# Campo de la Cruz
Campo de la Cruz es un municipio del departamento del Atlántico, al norte de Colombia. Tiene bajo su jurisdicción el centro poblado Bohórquez.

## Historia
Esta población fue fundada en los tiempos de la Colonia. La versión aceptada es que fue fundada por una familia española de apellido Melgarejo el 3 de mayo de 1634. Con el tiempo sus pobladores le dieron el nombre de Puerto Real de la Santísima Cruz, que luego quedó simplemente como Campo de la Cruz, a principios de este siglo.  
Durante la Colonia el municipio pertenecía a la Provincia de Cartagena de Indias, según lo confirma la relación de mando del Arzobispo y Virrey Don Antonio Caballero y Góngora. En 1772 funcionó como la Segunda Capitanía del Partido de Tierradentro compuesta por cuerpos milicianos, con asentamientos en las poblaciones del cerro de San Antonio, El Piñón, Salamina, Suán, Manatí, Arenal y Barranca Vieja. La Capitanía estuvo allí hasta 1810; tuvo especial influencia debido al dominio de numerosas familias españolas afincadas ahí, que controlaban el mercado de mercancías de Europa a estas provincias y viceversa. Además, Campo de la Cruz fue varias veces cuartel general de los republicanos durante la guerra de independencia.  
Existe la leyenda que en 1812 llega el Libertador Simón Bolívar por primera vez a Campo de la Cruz, antes de encargarse del frente de Barranca Nueva, y frente a la Plaza de la «Ermita» pronunció un encendido discurso donde pedía a los campocrucenses ayuda para frenar la anarquía que reinaba en la Nueva Granada y convertir al pueblo en un pueblo libre.  Sin embargo no existe documentación que ratifique tal historia.
El municipio fue creado por medio de la ordenanza 34 del 16 de abril de 1914 y de él se segregó el municipio de Santa Lucía.  Los deslindes de Campo de la Cruz de los municipios de Candelaria, Usiacurí y Tubará se ratifican por la ordenanza No.52 del 7 de diciembre de 1965.
En diciembre de 2010, el casco urbano del municipio se inundó casi en su totalidad debido al fenómeno de La Niña que causó intensas lluvias en todo el país y la ruptura de la carretera que funge de muro de contención en el Canal del Dique.

## Geografía
Campo de la Cruz está situado al sudoriente del departamento del Atlántico, sobre el vértice del triángulo que forma el Río Magdalena con el Canal del Dique. Limita por el norte con Manatí y Candelaria; por el oriente con el río Magdalena, que lo separa del departamento que lleva su mismo nombre; por el sur con los municipios de Suán y Santa Lucía; y por el occidente con Santa Lucía Manatí y san Juan.
El municipio de Campo de la Cruz se encuentra en un área de terrenos planos y bajos, compuesto por arcillas, limos y arena de origen marino,  con una pendiente que no excede del 7%. 
En 1955 comenzaron las obras de construcción de la carretera troncal oriental desde Barranquilla hasta San Pedrito, que ha dividido el municipio en dos zonas: la primera es una faja de amplitud variable, localizada al oriente (orilla del río). Esta zona se inunda, como lo ha hecho siempre, en la época de lluvias y se utiliza en la época de sequía para el pastoreo. En la segunda zona se encuentra el casco urbano y un área de terreno plano donde se desarrollan las principales actividades económicas del municipio.
El clima de Campo de la Cruz es de tipo tropical seco o xeromegaterno tropical, es decir, correspondiente a una vegetación propia de la sequedad y con altas temperaturas todo el año. Conforme a la clasificación climática de Köppen, le corresponde un clima Aw o tropical de sabana. La temperatura media es de 28 °C. Durante la época de verano, que comienza generalmente en diciembre y termina usualmente en marzo o abril, soplan los vientos alisios del noreste, que hacen más soportable el sopor del verano. En esta temporada los potreros se secan completamente y la vegetación se reseca.
La temporada de lluvias, llamada invierno en la región atlántica colombiana, comienza a mediados de abril y se prolonga hasta el mes de noviembre. El paisaje yermo del verano cambia a una vegetación exuberante. 

### Hidrografía
Anteriormente el cauce del río Magdalena se encontraba más alejado del casco urbano de la población, a unos 4 o 5 km al oriente de donde hoy se ubica. No obstante, cada año el cauce del río se desbordaba extendiéndose hasta el mismo casco urbano de la población. 
La historia de Campo de la Cruz es una permanente lucha por la supervivencia en contra de las veleidades del río Magdalena. En la zona oriental del municipio existían hermosas fincas que fueron sumergidas por el río al cambiar su cauce debido a lo blando del terreno, acercándose este, inexorablemente hasta donde fluye hoy en día, llegando en una ocasión a causar peligro para la población, porque fue necesario un dragado en su anterior cauce, cercano a la población del Piñón en la orilla opuesta del río. En esta zona, cerca al puerto de "Las Garzas", partía del río un caño o riachuelo llamado "Perico" con dirección occidente, que aumentaba su caudal durante las crecientes o inundaciones del río Magdalena.
Más al norte fluían otros caños o riachuelos, como El Poponí, el del Peligro, Caño de Piedra, Caño Bravo cerca de Bohórquez. Toda esta zona al oriente del municipio fue ocupada por el río, incluyendo el corregimiento de Bohórquez con su hermosa iglesia. El pueblo fue trasladado hacia donde se encuentra hoy.
Caño de Piedra era el más importante y el más temido porque al aumentar la fuerza de sus aguas seguían, con mucha velocidad y fuerza, hacia la inmensa ciénaga la "Ensenada", la que,  al rebosar su capacidad, desbordaba sus aguas en dirección a las poblaciones de Campo de la Cruz, Manatí, Candelaria y Carreto. Estos tres últimos pueblos no se inundaban por estar ubicados a mayor altura que el río. 
Entre las ciénagas la más importante era "La Ensenada", de gran extensión y temida por las olas que se formaban por las tardes debido a las fuertes brisas. Otras ciénagas importantes eran: la Ciénaga Real, Las Hicoteas, Las Babillas, El Rayito, etc. Todas estas ciénagas fueron desecadas con la construcción de la carretera oriental en 1955. 
A pesar del muro de contención que constituye la carretera oriental, la deforestación histórica de las riberas de río Magdalena, el tipo de terreno especialmente blando y bajo de la zona y adicionalmente el aumento de presión hidráulica ocasionado por la reducción de la boca del río mediante la construcción de los tajamares y el dique direccional en bocas de ceniza, recientemente han aumentado las posibilidades de inundación cada invierno con lo que la amenaza del río Magdalena continua presente hoy en día.

## Demografía
De acuerdo con las cifras presentadas por el DANE del censo 2005, Campo de la Cruz cuenta actualmente con una población de 18.354 habitantes. 15.835 habitan en la cabecera del municipio y 2.519 en zona rural.  El 50,0% de la población son hombres y el 50,0 % mujeres. 
En servicios públicos un 90,1% de las viviendas cuenta con servicio de energía eléctrica, mientras que un 82,6% tiene servicio de acueducto, 53,3% gas natural y un 14,8% de comunicación telefónica.

## Educación
Campo de la Cruz cuenta con varias instituciones de educación básica primaria y secundaria.
- Institución Educativa Campo de La Cruz
- Institución Educativa Pánfilo Cantillo
- Institución Educativa de Bohórquez
- La Institución Educativa Técnica Comercial La Inmaculada.

El municipio tiene una tasa de analfabetismo del 17.8% en la población mayor de 5 años de edad.[cita requerida]

## Fiestas y eventos

### Fiesta patronal
La fiesta de San José, santo patrono del pueblo, se celebra cada año con una mezcla de actividades religiosas y paganas. Esta fiesta es un motivo de reencuentro para los campocrucenses residentes dentro y fuera del pueblo.
El festejo pagano se realiza con la quema de costosos castillos de fuegos artificiales, la celebración de corralejas que cuentan con la participación de manteros de las sabanas de Bolívar y de arriesgados campocrucenses. Se construyen casetas donde se realizan animadas verbenas con conjuntos vallenatos y papayeras, se vende toda clase de comidas y bebidas, siendo las fritangas las más populares. También se inician las riñas de gallos.
Antes de que la plaza principal fuera remodelada se efectuaban allí las corralejas. En la construcción de las corralejas participaban voluntarios que cortaban la madera y los bejucos, y hacían los cercados. Los ricos ganaderos del pueblo, como Miguel Rodríguez y Soler Martínez, obsequiaban los toros que iban a sus "manteados", se dice así porque no seguían el rigor del torero clásico. Los manteros, al terminar su riesgosa faena, efectuada en estado de embriaguez, tomaban un sombrero y daban vuelta a la corraleja para recoger el dinero que les daban los espectadores.
Los festejos religiosos comienzan con las novenas el 10 de marzo e incluyen cantos religiosos, coros, misas, presentaciones musicales y fuegos artificiales. En este mes, especialmente entre el 19 y el 22, se celebran la mayoría de los matrimonios y bautizos en el pueblo.
El 21 de marzo se culmina la fiesta con la procesión de San José, acompañada de la banda del pueblo (Banda Julián Pichi Pulido). Que dura desde las 5 de la tarde hasta las 3 de la madrugada debido a que se recorren las calles a paso de procesión, en este caso dos pasos para adelante y uno para atrás. La demora también se debe a que algunas familias pagan al sacerdote para que al pasar frente a sus casas la marcha se detenga y se entone un salve que según el arancel puede ser cantado o rezado. Esto es símbolo de distinción social.

### Festival de la Décima
La décima es una combinación métrica de diez octosílabos que riman por reglas generales; el primero con el cuarto y el quinto, el segundo con el tercero, el sexto con el séptimo, y el octavo con el noveno. También es conocida como "Espinela", ya que fue el poeta español Vicente Espinel quien la utilizó por primera vez.
El "Festival Anual de la Décima improvisada" que se realiza en Campo de la Cruz es el único evento de este género que existe en el mundo.
Es una de las festividades más importantes en Campo de la Cruz. Llama la atención la facilidad de rimar versos con sílabas de cantidad exacta y el vocabulario que emplean los participantes, que no encaja en el contexto ya que la mayoría de ellos son analfabetos o escasamente cursaron la primaria.
Este festival se realiza en el mes de mayo, a partir de las cuatro de la tarde, en la tarima de la plaza principal. Se programan concursos, como por ejemplo:
- Décima libre: el decimero debe acercarse al micrófono e improvisar una décima a su gusto.
- Dos con dos: dos decimeros se enfrentan, el primero empieza el verso y el segundo lo termina. Para que no haya desventaja continúa el segundo y responde el primero, y así hasta que termina la décima.

La piquería (enfrentamiento verbal entre dos participantes) está permitida con palabras fáciles de aceptar, es decir, rechazando expresiones soeces u ofensivas.

## Servicios públicos
- Energía Eléctrica: Air-e, del grupo EPM, es la empresa prestadora del servicio de energía eléctrica.
- Gas Natural: Gases del Caribe es la empresa distribuidora y comercializadora de gas natural en el municipio.

## Campocrucenses destacados
- Freddy Montero - Futbolista del Deportivo Cali